# Посёлок дома отдыха «Красный стан»
Посёлок дома отдыха «Красный стан» — посёлок сельского типа в Можайском районе Московской области в составе сельского поселения Спутник. Население — 144 чел. (2010).

## Расположение
Посёлок расположен в восточной части Можайского района, примерно в 9 км к северо-востоку от Можайска. В 0,2 км к северу от посёлка протекает река Москва. Высота центра над уровнем моря 168 м. Ближайший населённый пункт — деревня Красный Стан на запад от посёлка.

## История
С 1930-х тут располагался дом отдыха московского Завода № 36 НКХП («Аэролак», бывший завод И. К. Коха).
В 1941 году завод «Аэролак» был эвакуирован в Челябинск, где с харьковским и ленинградским заводами образовал завод № 34 (Челябинский лакокрасочный завод, ныне — ОАО «Челак»).
После войны дом отдыха «Красный Стан» достался другой части завода Коха — Дорхимзаводу им. Фрунзе (позднее НПО «Пластик», ОАО «Пластик»).
По соседству с домом отдыха Дорхимзавод построил свой пионерлагерь «Восток-3» с летним детским садом; в 1952 году предоставил участок для строительства пионерлагеря «Дружба» родственного Кусковского химзавода.
Жилые строения были в основном одноэтажные, деревянные и каркасно-щитовые на кирпичном фундаменте.
В конце 1980-х на территории посёлка было начато строительство (реконструкция) дома отдыха «Красный Стан». Центральный корпус был заброшен в связи с распадом Советского Союза. Сейчас здание находится в плачевном состоянии и не используется.
До 2006 года посёлок дома отдыха «Красный стан» входил в состав Кожуховского сельского округа.

## Население
| 2002 | 2006 | 2010 |
| ---- | ---- | ---- |
| 118  | ↘89  | ↗144 |